# Landtagswahlkreis Neubrandenburg II
Der Landtagswahlkreis Neubrandenburg II ist ein Landtagswahlkreis in Mecklenburg-Vorpommern. Er umfasst von der Kreisstadt Neubrandenburg die Stadtgebiete Datzeviertel, Industrieviertel, Innenstadt, Reitbahnviertel, Stadtgebiet West und Vogelviertel.

## Wahl 2021
Bei der Landtagswahl in Mecklenburg-Vorpommern 2021 gab es in diesem Wahlkreis folgendes Ergebnis:
| Partei               | Direktkandidat   | Erststimmen      | Zweitstimmen     |
| -------------------- | ---------------- | ---------------- | ---------------- |
| SPD                  | Robert Northoff  | 34,0 %           | 40,5 %           |
| AfD                  | Robert Schnell   | 17,7 %           | 16,2 %           |
| CDU                  | Björn Bromberger | 17,2 %           | 11,9 %           |
| Die LINKE            | Toni Jaschinski  | 16,2 %           | 11,7 %           |
| GRÜNE                | Knut Jondral     | 5,6 %            | 5,6 %            |
| FDP                  | Danilo Vitense   | 6,5 %            | 5,6 %            |
| NPD                  | –                | –                | 0,5 %            |
| Tierschutzpartei     | –                | –                | 1,6 %            |
| Freier Horizont      | –                | –                | 0,5 %            |
| Die PARTEI           | –                | –                | 0,9 %            |
| FREIE WÄHLER MV      | –                | –                | 0,5 %            |
| PIRATEN              | –                | –                | 0,4 %            |
| LKR                  | –                | –                | 0,1 %            |
| DKP                  | –                | –                | 0,1 %            |
| Bündnis C            | –                | –                | 0,1 %            |
| TIERSCHUTZ hier!     | –                | –                | 0,6 %            |
| dieBasis             | Olaf Heidebreck  | 3,0 %            | 2,1 %            |
| DiB                  | –                | –                | 0,0 %            |
| FPA                  | –                | –                | 0,0 %            |
| ÖDP                  | –                | –                | 0,1 %            |
| Die Humanisten       | –                | –                | 0,2 %            |
| Gesundheitsforschung | –                | –                | 0,2 %            |
| Team Todenhöfer      | –                | –                | 0,3 %            |
| UNABHÄNGIGE          | –                | –                | 0,4 %            |
| Wahlberechtigte      | 25.479 Einwohner | 25.479 Einwohner | 25.479 Einwohner |
| Wahlbeteiligung      | 70,4 %           | 70,4 %           | 70,4 %           |

## Wahl 2016
Bei der Landtagswahl in Mecklenburg-Vorpommern 2016 gab es in diesem Wahlkreis folgendes Ergebnis::
| Partei           | Direktkandidat       | Erststimmen | Zweitstimmen |
| ---------------- | -------------------- | ----------- | ------------ |
| SPD              | Sylvia Bretschneider | 32,4 %      | 30,4 %       |
| CDU              | Holger Hanson        | 20,2 %      | 17,0 %       |
| Die LINKE        | Marcel Meister       | 16,7 %      | 16,5 %       |
| GRÜNE            | Franziska Richter    | 4,6 %       | 4,6 %        |
| NPD              | –                    | –           | 2,2 %        |
| FDP              | Jürgen Robbel        | 3,7 %       | 2,8 %        |
| PIRATEN          | –                    | –           | 0,6 %        |
| FAMILIE          | –                    | –           | 1,0 %        |
| FREIE WÄHLER     | –                    | –           | 0,2 %        |
| Die PARTEI       | –                    | –           | 0,6 %        |
| Die Achtsamen    | –                    | –           | 0,1 %        |
| ALFA             | –                    | –           | 0,3 %        |
| AfD              | Enrico Komning       | 21,7 %      | 22,3 %       |
| Bündnis C        | –                    | –           | 0,1 %        |
| DKP              | –                    | –           | 0,2 %        |
| Freier Horizont  | –                    | –           | 1,1 %        |
| Tierschutzpartei | –                    | –           | 1,5 %        |
| Wahlberechtigte  | 26.448               | 26.448      | 26.448       |
| Wahlbeteiligung  | 61,5 %               | 61,5 %      | 61,5 %       |

Die direkt gewählte Abgeordnete und Landtagspräsidentin Sylvia Bretschneider verstarb am 28. April 2019 nach langer Krankheit an einem Krebsleiden. Nachgerückt ist für sie Julian Barlen von der Landesliste der SPD, da der eigentliche Nachrücker Heinz Müller auf das Mandat verzichtet hatte.

## Wahl 2011
Bei der Landtagswahl in Mecklenburg-Vorpommern 2011 gab es folgende Ergebnisse:
| Partei          | Direktkandidat       | Erststimmen     | Zweitstimmen    |
| --------------- | -------------------- | --------------- | --------------- |
| SPD             | Sylvia Bretschneider | 38,2 %          | 36,8 %          |
| CDU             | Heinrich Nostheide   | 25,6 %          | 21,6 %          |
| Die LINKE       | Renate Klopsch       | 20,1 %          | 20,3 %          |
| GRÜNE           | Nicolas Mantseris    | 7,3 %           | 8,3 %           |
| NPD             | Jörg Woelke-Sandt    | 4,3 %           | 4,3 %           |
| PIRATEN         | Robert Schuldt       | 2,6 %           | 3,4 %           |
| FDP             | Steffen May          | 1,8 %           | 2,2 %           |
| FAMILIE         |                      |                 | 1,5 %           |
| FREIE WÄHLER    |                      |                 | 0,4 %           |
| Die PARTEI      |                      |                 | 0,3 %           |
| AB              |                      |                 | 0,2 %           |
| AUF             |                      |                 | 0,1 %           |
| APD             |                      |                 | 0,1 %           |
| REP             |                      |                 | 0,1 %           |
| PBC             |                      |                 | 0,1 %           |
| ödp             |                      |                 | 0,1 %           |
| Wahlberechtigte | 27552 Einwohner      | 27552 Einwohner | 27552 Einwohner |
| Wahlbeteiligung | 51,0 %               | 51,0 %          | 51,0 %          |

## Wahl 2006
Bei der Landtagswahl in Mecklenburg-Vorpommern 2006 gab es folgende Ergebnisse:
| Partei          | Direktkandidat         | Erststimmen     | Zweitstimmen    |
| --------------- | ---------------------- | --------------- | --------------- |
| SPD             | Sylvia Bretschneider   | 32,0 %          | 29,2 %          |
| CDU             | Matthias Mantei        | 26,6 %          | 25,6 %          |
| PDS             | Bernd Fuhrmann         | 21,5 %          | 21,3 %          |
| FDP             | Dietrich-Eckard Krause | 9,8 %           | 9,9 %           |
| NPD             | Thomas Bröcker         | 6,4 %           | 6,3 %           |
| GRÜNE           | Nicolas Mantseris      | 3,7 %           | 4,0 %           |
| FAMILIE         |                        |                 | 1,1 %           |
| WASG            |                        |                 | 0,7 %           |
| GRAUE           |                        |                 | 0,6 %           |
| Deutschland     |                        |                 | 0,3 %           |
| AGFG            |                        |                 | 0,2 %           |
| PBC             |                        |                 | 0,2 %           |
| Bündnis für M-V |                        |                 | 0,2 %           |
| AB              |                        |                 | 0,2 %           |
| APD             |                        |                 | 0,1 %           |
| Offensive D     |                        |                 | 0,0 %           |
| Wahlberechtigte | 28528 Einwohner        | 28528 Einwohner | 28528 Einwohner |
| Wahlbeteiligung | 59,0 %                 | 59,0 %          | 59,0 %          |

## Wahl 2002
Bei der Landtagswahl in Mecklenburg-Vorpommern 2002 gab es folgende Ergebnisse:
| Partei          | Direktkandidat         | Erststimmen     | Zweitstimmen    |
| --------------- | ---------------------- | --------------- | --------------- |
| SPD             | Sylvia Bretschneider   | 36,2 %          | 39,2 %          |
| CDU             | Rainer Prachtl         | 32,7 %          | 28,1 %          |
| PDS             | Torsten Koplin         | 25,2 %          | 20,4 %          |
| FDP             | Klaus-Dieter Heidemann | 5,9 %           | 5,2 %           |
| GRÜNE           |                        |                 | 3,0 %           |
| Schill          |                        |                 | 1,6 %           |
| NPD             |                        |                 | 0,6 %           |
| SPASSPARTEI     |                        |                 | 0,6 %           |
| REP             |                        |                 | 0,4 %           |
| Bürgerpartei MV |                        |                 | 0,3 %           |
| GRAUE           |                        |                 | 0,2 %           |
| PBC             |                        |                 | 0,2 %           |
| V.P.M.V.        |                        |                 | 0,1 %           |
| SLP             |                        |                 | 0,0 %           |
| Wahlberechtigte | 28656 Einwohner        | 28656 Einwohner | 28656 Einwohner |
| Wahlbeteiligung | 71,6 %                 | 71,6 %          | 71,6 %          |

## Wahl 1998
Bei der Landtagswahl in Mecklenburg-Vorpommern 1998 gab es folgende Ergebnisse:
| Partei          | Direktkandidat  | Erststimmen     | Zweitstimmen    |
| --------------- | --------------- | --------------- | --------------- |
| SPD             | Klaus Schier    | 37,0 %          | 34,7 %          |
| PDS             |                 | 34,5 %          | 30,7 %          |
| CDU             |                 | 26,5 %          | 24,1 %          |
| GRÜNE           |                 |                 | 2,8 %           |
| DVU             |                 |                 | 2,5 %           |
| Pro DM          |                 |                 | 1,7 %           |
| FDP             |                 | 2,0 %           | 1,2 %           |
| NPD             |                 |                 | 0,8 %           |
| REP             |                 |                 | 0,7 %           |
| AB 2000         |                 |                 | 0,2 %           |
| PBC             |                 |                 | 0,2 %           |
| GRAUE           |                 |                 | 0,2 %           |
| BfB             |                 |                 | 0,2 %           |
| Wahlberechtigte | 28463 Einwohner | 28463 Einwohner | 28463 Einwohner |
| Wahlbeteiligung | 78,8 %          | 78,8 %          | 78,8 %          |

## Wahl 1994
Bei der Landtagswahl in Mecklenburg-Vorpommern 1994 gab es folgende Ergebnisse:
| Partei          | Direktkandidat  | Erststimmen     | Zweitstimmen    |
| --------------- | --------------- | --------------- | --------------- |
| CDU             | Michael Nötzel  | 33,3 %          | 33,1 %          |
| PDS             |                 | 31,0 %          | 29,7 %          |
| SPD             |                 | 27,3 %          | 27,4 %          |
| GRÜNE           |                 | 4,3 %           | 4,2 %           |
| FDP             |                 | 4,1 %           | 2,7 %           |
| REP             |                 |                 | 1,2 %           |
| PASS            |                 |                 | 0,6 %           |
| GRAUE           |                 |                 | 0,4 %           |
| NATURGESETZ     |                 |                 | 0,3 %           |
| BUMV            |                 |                 | 0,1 %           |
| PBC             |                 |                 | 0,1 %           |
| NPD             |                 |                 | 0,1 %           |
| NdB             |                 |                 | 0,1 %           |
| Wahlberechtigte | 31229 Einwohner | 31229 Einwohner | 31229 Einwohner |
| Wahlbeteiligung | 74,9 %          | 74,9 %          | 74,9 %          |

## Wahl 1990
Die Aufteilung der Wahlkreise 1990 ist mit der späteren im Allgemeinen nicht deckungsgleich. Der Landtagswahlkreis Neubrandenburg II war jedoch mit dem heutigen Landtagswahlkreis Neubrandenburg II weitgehend identisch, hatte jedoch die Wahlkreisnummer 28.
Als Direktkandidat wurde Heinrich Schlingmann (CDU) gewählt.